# Boiling Point - I nuovi gangster
Boiling Point - I nuovi gangster (3-4x10月?, 3-4 jūgatsu) è un film del 1990 diretto da Takeshi Kitano.
Il titolo originale indica il punteggio di una partita di baseball vinta dagli ospiti nel mese di ottobre (jūgatsu).

## Trama
Giappone. Tokyo. Masaki è un ragazzo semplice, non troppo sveglio, con una passione per il baseball, lo sport che la sua squadra pratica senza troppa fortuna sui campetti di periferia; egli lavora come benzinaio in una stazione di rifornimento, nella quale durante un turno si ribella alle pretese di un membro della yakuza e attirando le ire e le attenzioni dell'organizzazione sullo stabilimento.
Nel tentativo di riparare al danno, chiede aiuto all'allenatore della squadra (un ex affiliato), che comunque fallirà nel tentativo di mediazione e sarà punito dai suoi ex compagni Yakuza. In cerca di armi per vendicarlo, Masaki ed un amico si dirigono ad Okinawa laddove incontrano Uehara, un boss psicopatico e violento che prende a cuore la loro assurda impresa da eroi straccioni; contemporaneamente però, lo stesso Uehara si ritrova a dover sostenere una (personale) guerra contro un'altra cellula dell'organizzazione, che lo porterà ad uno scontro dove perderà anch'egli la vita.
Deciso a compiere ugualmente vendetta, rinvigorito anche dalla follia di Uehara, Masaki si lancerà in un ultimo, disperato gesto (dopo i fallimentari tentativi e la delusione dei suoi amici) in compagnia di una ragazza che silenziosamente lo seguirà nella sua ultima decisione.